# ペッカム型擬態

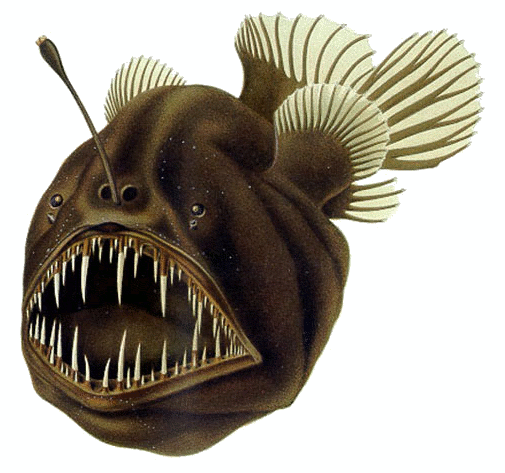
ペリカンアンコウは背びれの棘を発光するルアーの付いた釣竿のように使って獲物を誘引する。

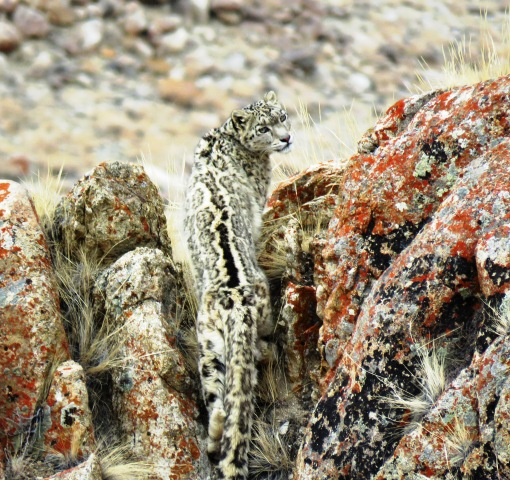
インド・ラダックのユキヒョウ。隠蔽擬態（カモフラージュ）をする捕食者の例。ペッカム型擬態と隠蔽擬態は獲物に送られるシグナルの性質によって区別されるが、その基準は必ずしも明確ではない。

ペッカム型擬態（ペッカムがたぎたい、英: Peckhamian mimicry）、または攻撃型擬態（こうげきがたぎたい、英: Aggressive mimicry、攻撃擬態、攻撃的擬態とも）は、捕食者、寄生者、捕食寄生者などが無害な対象に自らの姿を似せ、獲物や宿主に自らの正体を見破られないようにする擬態の一様式である。この擬態様式はしばしば「ヒツジの皮をかぶったオオカミ（wolf in sheep's clothing）」に例えられる。最も広い定義を採用すればペッカム型擬態はあらゆる類の搾取について成り立ちうる擬態様式で、例えばある種のランがその花をメスの昆虫に似せることでオスの昆虫を誘引し授粉を達成する擬似交接と呼ばれる現象もこれに含むことがある。ペッカム型擬態という名称はハエトリグモの研究で知られるジョージ・ウィリアム・ペッカムとエリザベス・マリア・ギフォード・ペッカムのペッカム夫妻に因んだものである。
ペッカム型擬態は、ミューラー型擬態やベイツ型擬態といった防御的擬態とは性質が異なる。防御的擬態は一般的に自身が有害であると示すことによって擬態者が利益を得る擬態様式だからである。一方ペッカム型擬態では擬態者は、獲物自体や、獲物にとって有益である、または少なくとも無害である他の生物に自分の姿を似せる。なお、ペッカム型擬態によって発せられるシグナルはシグナルの受容者を騙すためのものであり、その点では同様にシグナル受容者を騙す擬態であるベイツ型擬態と共通している。
ペッカム型擬態ではしばしば捕食者が獲物を自分に向けて誘引するようなシグナルが用いられる。これによって、捕食者（擬態者）は単純に獲物がこちらに来るのを待ち伏せしていれば良いことになる。獲物を誘引するためのシグナルとしては、食事、あるいは生殖に関わるものが最も一般的に用いられるが、その他の方法を使うこともあり得る。捕食者の素性が見破られないように獲物に近づくことができれば、その詳細な方法は問わないのである。
視覚的な観点から言えば、ペッカム型擬態と隠蔽擬態（カモフラージュ）との境界は必ずしも明確ではなく、攻撃のための隠蔽擬態を行なう種や、隠蔽擬態的な戦略と獲物を誘引する戦略を併用するペッカム型擬態者もいる。例えばアンコウやワニガメでは、体の一部で捕食者を騙すようなシグナルを出しておきながら他の部分は捕食者に気づかれないように隠しておくという戦略が見られる。

## 分類

### 獲物の誘引
ペッカム型擬態において、獲物が擬態者に誘引されることがある。この中には擬態者が獲物の生存・繁殖に必須な資源、例えば食料や交配相手などに擬態している場合が含まれる。こうした場合は捕食者は獲物を探しに動き回る必要はなく、待ち伏せをして獲物が誘引されてやってくるのを待てばいいことになる。 例えばオオモズの仲間のLanius borealisは冬にしばしばスズメ目の小鳥の鳴き真似をし、それに引き寄せられた同種の鳥を捕食するという。またある研究ではマーゲイがタマリンの一種フタイロタマリンの子供の声真似をして大人の個体を誘き寄せようとした例が報告されている。これらは聴覚を利用した擬態の例である。

#### 食物への擬態

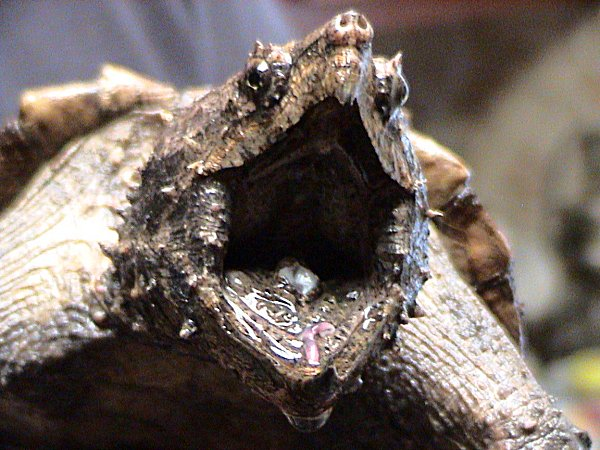
ワニガメは魚を誘引するために蠕虫のような見た目をした舌を用いる。

多くのペッカム型擬態者は、獲物の「食物を得られる」という期待を彼らを誘引するのに利用する。ワニガメは巧妙な隠蔽擬態者で待ち伏せ型捕食者である。すなわち、体色が周囲の環境に溶け込んでいるため、獲物は普通ワニガメの存在に気づかない。一方、ワニガメが口を開けると、そこには蠕虫に似た見た目のよく目立つピンク色の舌がある。ワニガメはその舌をピクピクと動かすことで、魚を誘引することができる。この「蠕虫」をエサだと思って捕食しようとした魚は、ワニガメに逆に捕食されてしまうのである。同様に、ヘビの中には尾や舌から出る音を使って小さな無脊椎動物を攻撃可能な範囲にまで誘き寄せるものがいる。

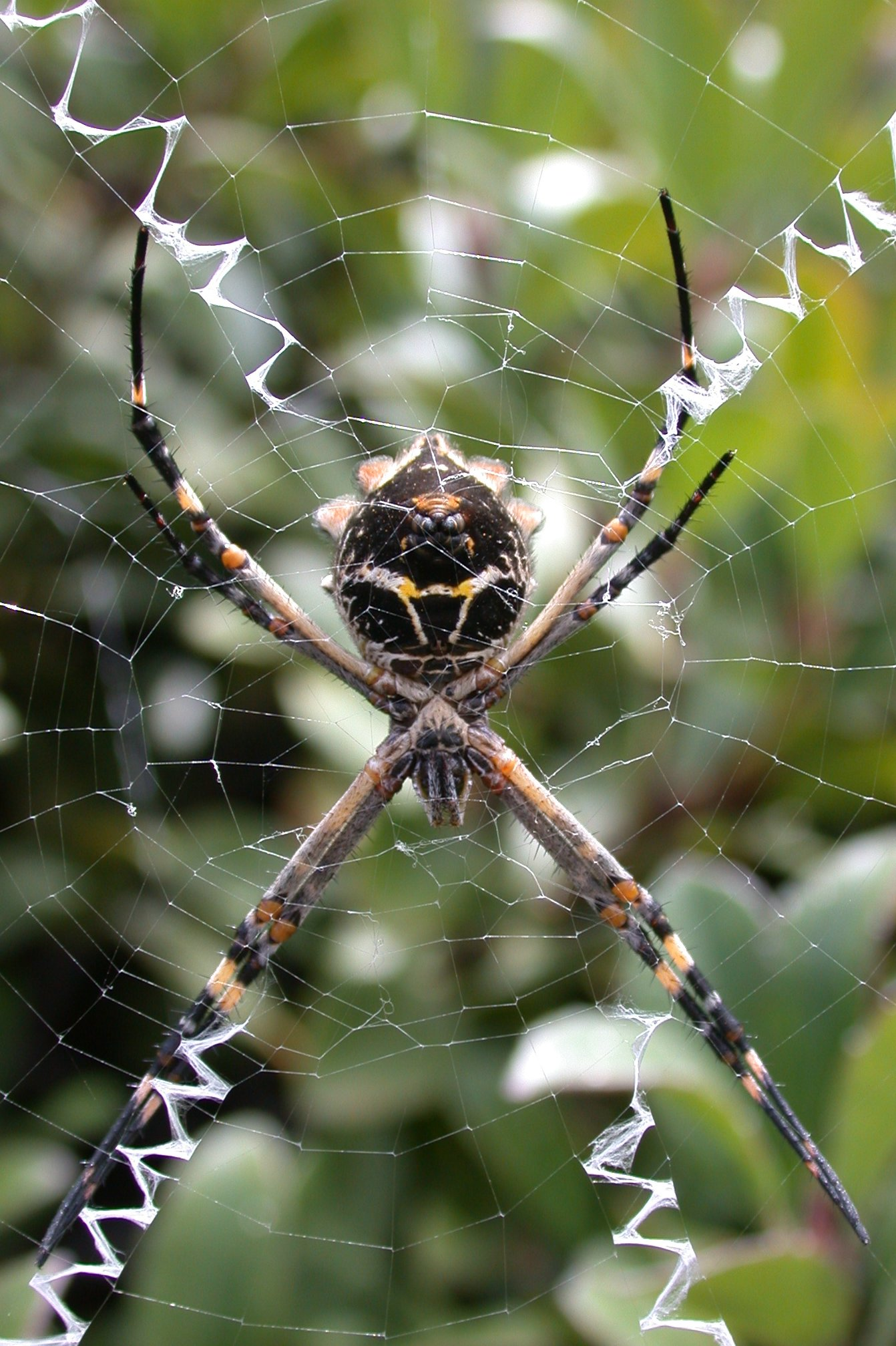
コガネグモ属の一種Argiope argentataとその網。この網にみられるジグザク模様の隠れ帯は紫外線を反射し、花の蜜標に擬態して虫を誘引しているという説がある

ペッカム型擬態はクモ類の中で頻繁にみられ、獲物を誘引するような擬態と、獲物に警戒されずに近づくための擬態の両方が存在する。一例がジョロウグモ科のNephila clavipesで、この種はよく目立つ黄色の網を日当たりの良い場所に張る。実験の結果、ハチはもし網が無色、または黄色以外の色であればクモの網を危険なものとして認識、あるいは学習し避けることができることが分かった。一方、網が黄色い場合には網を危険なものとして認識しない傾向がみられた。黄色は蜜を生産する花の多くに共通する色であるため、ハチにとって黄色いものを避ける、という行動は学習価値の低いものなのかもしれない。つまり、このクモの網は花の色に擬態することによってハチを効率的に捕獲していると言える。色ではなく、模様に基づく擬態もみられる。コガネグモ属の一種Argiope argentataなどのクモは隠れ帯と呼ばれるジグザク模様などのよく目立つ装飾を網の中央部にほどこす。こうした装飾は紫外線を反射し、同様に紫外線を反射して昆虫に蜜のありかを知らせる花の蜜標（ネクターガイド）に擬態して獲物を誘引している可能性がある。クモは網にほどこす模様を毎日変えるが、このことはハチが網の模様を記憶し学習できることへの対抗策かもしれない。

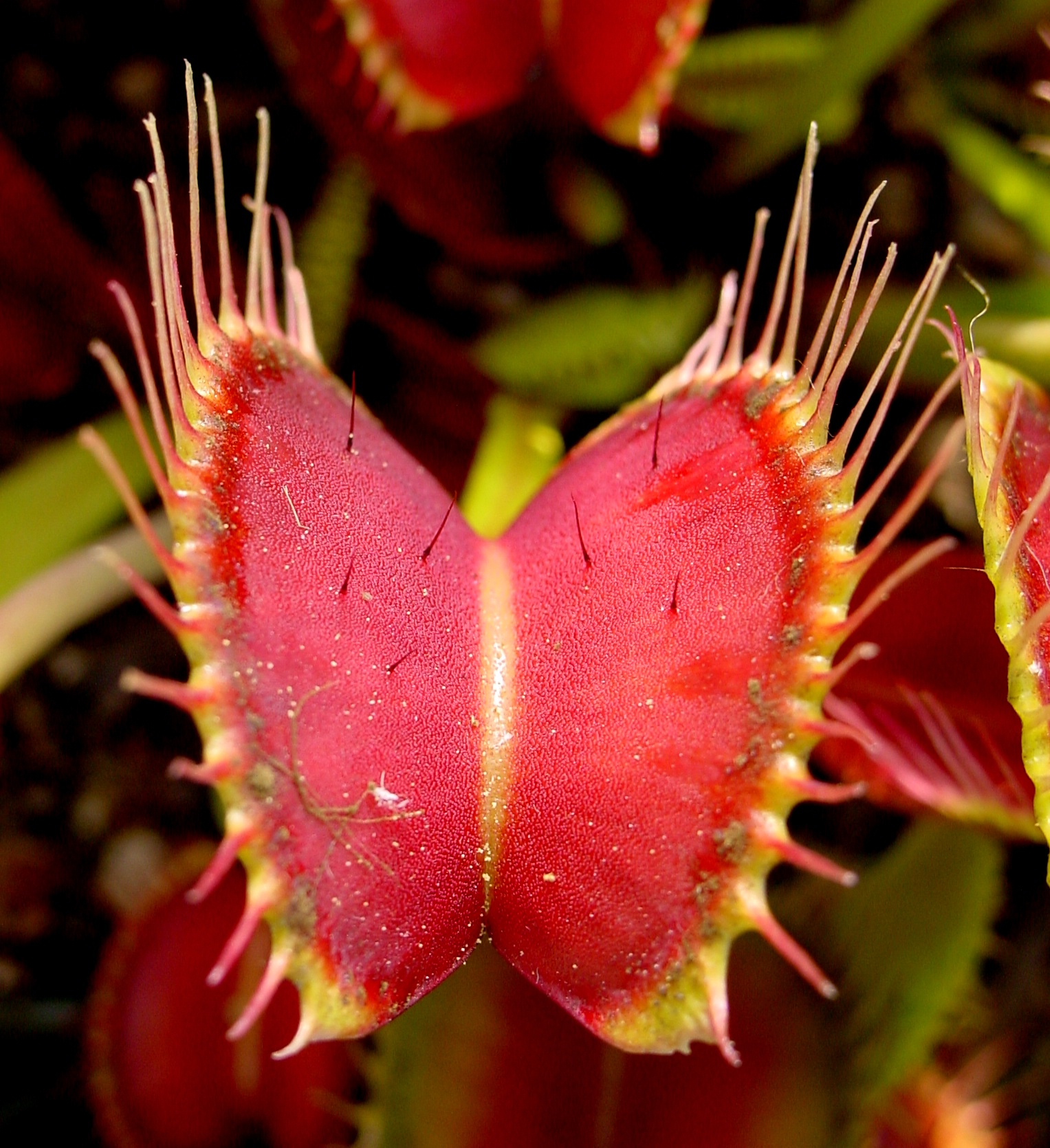
ハエトリソウの鮮やかな捕虫葉は花と同じような方法で昆虫を誘引している。

クモがペッカム型擬態者に捕食されることもある。サシガメの仲間でオーストラリアに生息するStenolemus bituberusはクモを捕食するが、 この時網にわざと引っ掛かりクモが近づいてくるまで網を引っ張るという行動をとる。この時に網に与える振動がペッカム型擬態として機能しており、その振動の経時的特徴や強度が網に引っかかる典型的な獲物が動くときの振動と似ているため、クモは獲物だと思って近づいてくるのである。
オウシュウオオキベリアオゴミムシやその近縁種の幼虫は顎や触覚を振ることで両生類を誘引し、捕食することが知られている。この種は、餌だと思って捕食しようと近づいてきた両生類を逆に襲って噛みつき、そのまま酵素を含んだ唾液を分泌してその肉を消化する。
植物では防御的擬態の方がよく知られているが、例外も存在する。例えば多くの花は擬態を送粉者を誘引するのに用いており、また種子散布者を誘引するのに利用するものもいる。それでも、植物にみられる擬態のうちペッカム型擬態と分類できるものはほとんどない。 虫媒花の中にはメスの昆虫に擬態することでオスの昆虫を誘引して送粉者とさせるものがおり、これは上で見てきた擬態の例と似ている。しかしこの場合も騙された昆虫は捕食されるわけではないので、ペッカム型擬態とは言い難い。ただし、食虫植物の中には擬態によって捕虫効率を上げているものがいるかもしれない。例えば食虫植物の中には、上で述べたクモの網の場合のように、昆虫を誘引する可能性のある紫外線の反射を示すものがいる。

### 二種のみからなる擬態関係
二種のみからなる擬態関係はとくに"bipolar"（双極的・二極的）な擬態関係と呼ばれるが、ペッカム型擬態においては擬態者が騙すのが擬態先（モデル）の種自身である場合がこれに当てはまる。つまり擬態者がある種を搾取するためにその種自身に擬態するケースである。この関係の第一の例は擬態者が獲物に擬態する場合で、ヘンリー・ウォルター・ベイツとアルフレッド・ラッセル・ウォレスに因んでBatesian-Wallacian mimicry（ベイツ=ウォレス型擬態）と呼ばれることがある。第二の例はモデルが托卵の宿主である場合である。

#### 獲物への擬態

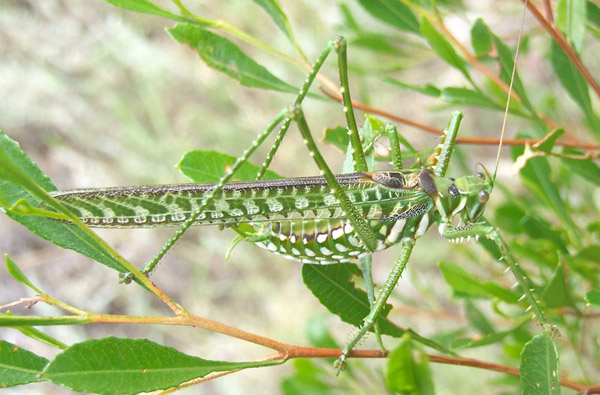
オーストラリアに生息するキリギリスの一種のChlorobalius leucoviridis はメスのセミが出す音を真似てオスのセミを誘引し捕食するペッカム型擬態者である。

ベイツ=ウォレス型擬態ではモデルとなるのは交配を受け入れているメスの個体である。というのも、そうした個体はオスにとっては非常に魅力的で、高い誘引効果を示すからである。クモの中には視覚ではなく化学的なシグナルを使って獲物を誘惑するものがある。メスのナゲナワグモは若いうちはオスのチョウバエの仲間を、成熟するとオスのガを捕食する。特に成熟したメスは「投げ縄」として知られる粘液球のついた網を垂らしてこれに引っ掛かったガを捕食することでよく知られている。このとき未成熟個体・成熟個体がともにオスの獲物のみを誘引して捕食することから、彼らは獲物の種のメスが発する化学的シグナルに擬態していると考えられてきた。実際、化学的解析の結果、ナゲナワグモはガの性フェロモンに擬態した化学物質を分泌していることが判明した。この時、ナゲナワグモは特定のガの性フェロモンを完全に模倣するのではなく、多くのガが利用する性フェロモンを適当に混合して分泌することで多くの種のガを誘引している。これは化学的シグナルによるペッカム型擬態の例である。
1960年代に行われたPhoturis属のホタルでの研究から、この属の種は Photinus 属という別のホタルのメスが交配シグナルとして出す光と同じパターンの光を発することが分かった。その後の研究で判明したのは、いくつかの属のホタルのオスが、 Photuris 属のホタルの出す光に誘引され、そして捕食されるということである。すなわち、Photuris属のホタルは他のホタルの発光パターンに擬態するペッカム型擬態者である。

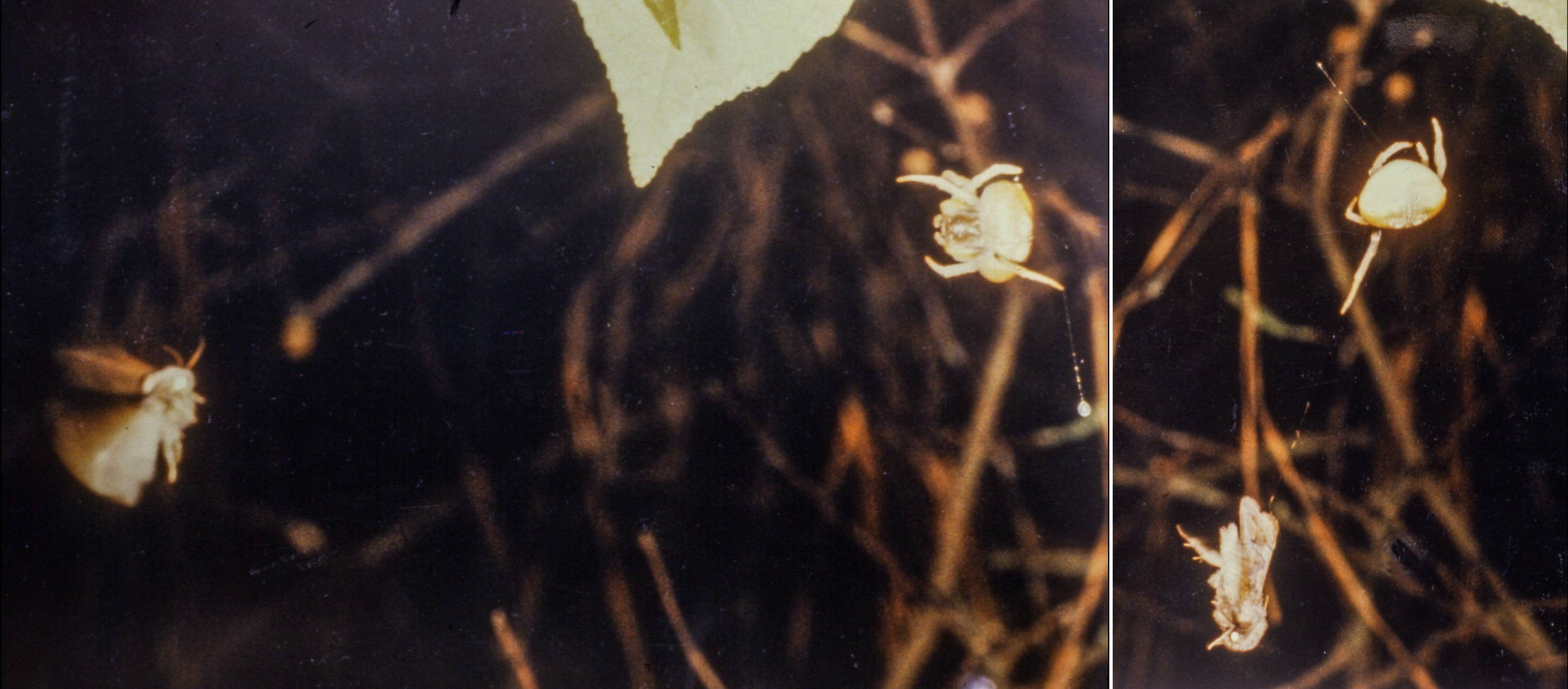
メスのナゲナワグモが投げ縄を垂らし、ガを捕食する様子。メスのナゲナワグモはガの性フェロモンを分泌し、メスのガに化学的に擬態している。フェロモンに引き寄せられたオスのガを粘液球で捕らえて捕食するのである。

オーストラリア内陸部に生息するキリギリスの仲間のChlorobalius leucoviridis はチッチゼミ族のセミに擬態してそれを捕食することが知られる。この時本種は各種のセミのメスが交配可能であることをオスに伝えるのに用いる種特異的なクリック音を真似た音を出す。セミの種によって音を使い分け、オスの鳴き声に合わせて合いの手のように適切な音を出すことで、オスのセミを誘惑し捕食するのである。

#### 托卵における擬態

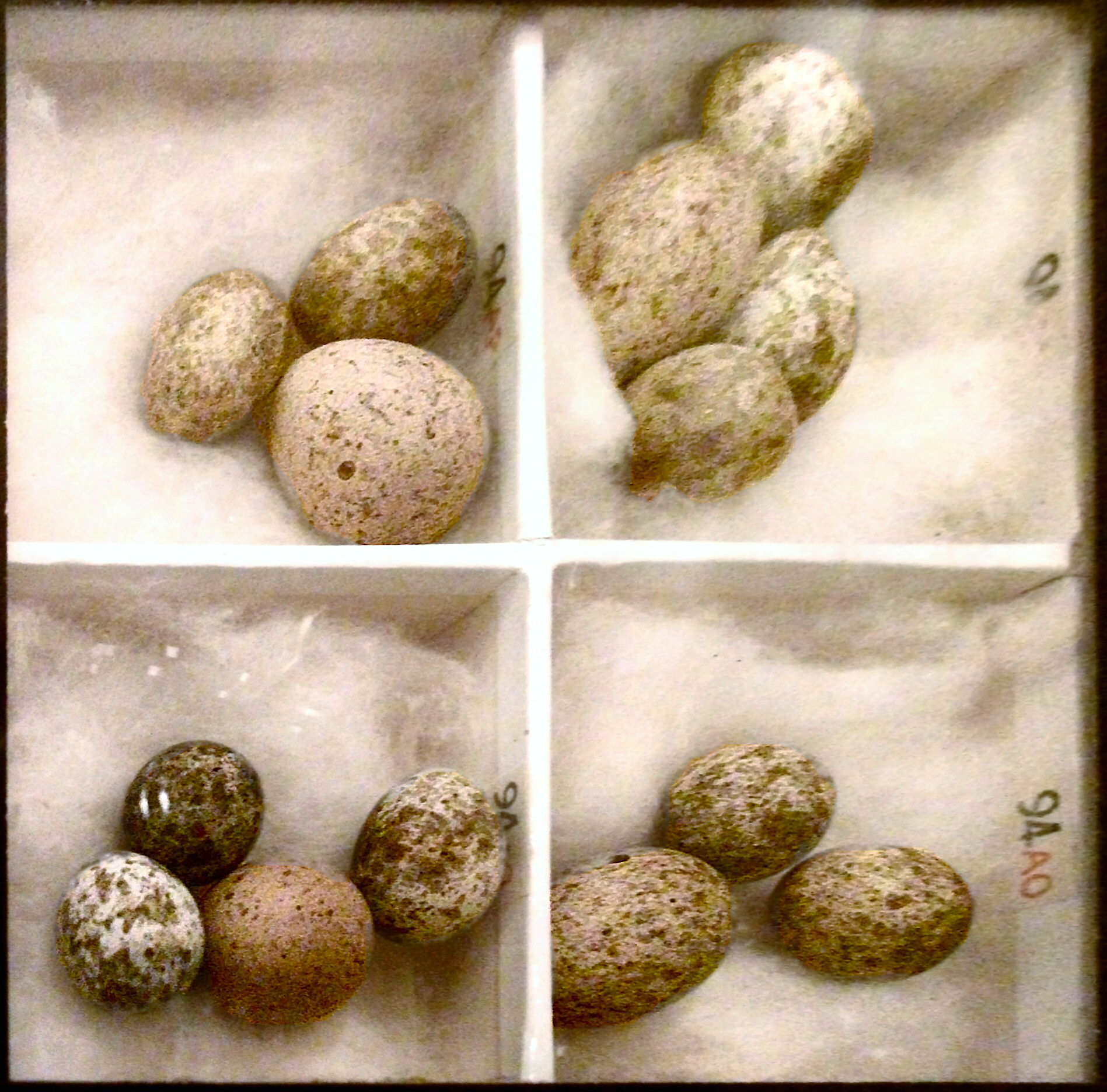
托卵の例。ヨーロッパヨシキリの卵に托卵したカッコウの卵(一回り大きいもの）が混じっている。

寄生者が宿主に擬態することで双極的な擬態関係が成立することがある。労働寄生の一種である托卵が、そのような関係がみられる一例である。托卵とは、母鳥が子供を他の種の鳥に託し、世話を押し付けるという現象である。この場合、托卵する種の卵は托卵される種の卵に擬態していることになる。フランスの動物学者Georges Pasteur はこのタイプの擬態関係をイギリスの昆虫学者ウィリアム・カービーに因んでKirbyan　mimicry （カービー型擬態）と命名している。

### 掃除魚への擬態
サンゴ礁に生息する掃除魚に擬態するペッカム型擬態が知られている。掃除魚は大型の魚と相利共生関係にあり、大型の魚に近づいて皮膚の表面に存在する寄生虫を捕食するという生態を示す。大型の魚の中には、掃除魚を口内やエラの中まで入らせて寄生虫を食べてもらうものもいる。掃除魚の一種ホンソメワケベラはニセクロスジギンポという別の魚に擬態されることが知られている。ニセクロスジギンポは体色がホンソメワケベラに似ているだけでなく、ホンソメワケベラの動きまで真似ることが知られる。これにより大型の魚の警戒度を下げ、その隙に噛み付いて皮膚や鱗、鰭を捕食するのである。ミナミギンポもホンソメワケベラに擬態する場合があることが知られているが、この種はオピオイド系の毒を持ち、噛み付いた魚の感覚を麻痺させて逃げる隙を作っているという。

### 隠蔽擬態
隠蔽擬態の中でも、獲物が無関心な物体または生物に擬態することで捕食の成功率を上げる擬態が存在する。これはカモフラージュとペッカム型擬態の両方の性質を持つ例である。例えば肉食性猛禽類のオビオノスリの飛行中の見た目はヒメコンドルによく似ている。ヒメコンドルは腐肉食性であり小動物に警戒されないため、これを利用してオビオノスリは狩りを成功させるという。ただし、オビオノスリが本当にヒメコンドルに擬態しているかについては異論も提示されている。
なお、動物学者のヴォルフガング・ヴィックラーなど、受容者に向けたシグナルの重要性に注目して攻撃的な擬態とカモフラージュを区別する研究者もいる。この考えに基づけば、カモフラージュの場合、獲物はシグナル発信者の存在に気付かない（シグナルの重要性は低い）一方、擬態の場合は獲物がそのシグナルに反応して擬態者に誘引される（シグナルの重要性が高い）。これは、自らの存在を情報として発信する擬態（「標識的擬態」と呼ばれる）と自らの存在を気付かれないようにするための擬態（隠蔽型擬態）の違いとも捉えられるが、両者の定義は可変的であるとの指摘もある。例えば、「ヒツジの皮を被ったオオカミ」のたとえに基づけば、オオカミの戦略は獲物に自分をヒツジだと思わせるという意味では擬態的・標識型擬態的であるが、ヒツジの群れの中に紛れ込んで密かに獲物に近づくという意味ではカモフラージュ・隠蔽型擬態的である。

### 宿主の獲物に擬態する寄生虫

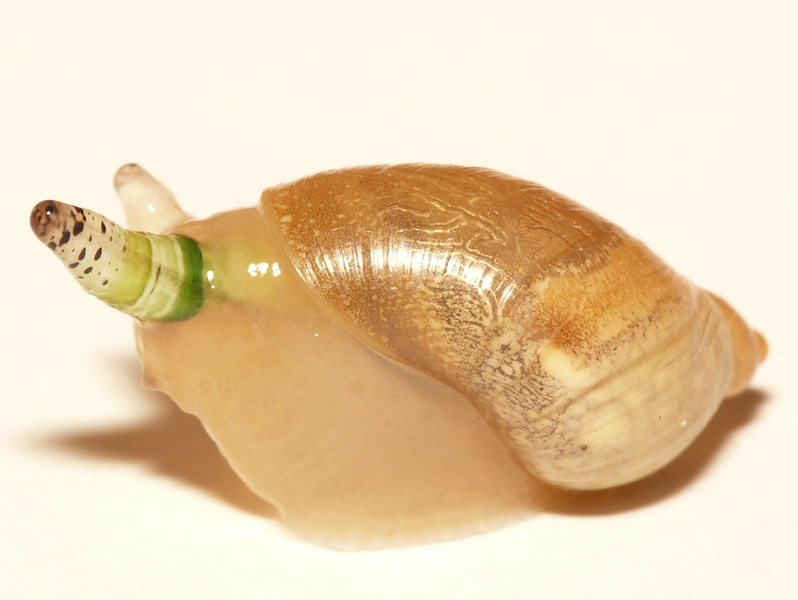
ホンオカモノアラガイSuccinea putrisに寄生したロイコクロリディウム。

アンコウの仲間が獲物を誘引する構造を持つように、寄生生物の中には宿主が捕食する生物に擬態するものが知られている。ただしアンコウの場合とは逆に、寄生者は擬態を宿主に食べられるための方法として利用している。これにより寄生者は宿主の体内に侵入するのである。それゆえ寄生生物の外見と行動を観察することで、それがどんな宿主に寄生するのかを推測できる場合もある。
そうした例の一つがランプシリス属Lampsilisの二枚貝である。この貝の幼生は魚のエラに寄生して成長する。この二枚貝の親貝は、流水の中で幼生を狙った魚のエラに付着させるため、特殊な方法を編み出した。ランプシリスの親貝の外套膜の一部は貝から少しはみ出している。この外套膜のはみ出た部分は眼のような模様や尾のような部分、そして縞模様をもち、小魚のような見た目をしている。魚がこれを餌だと思って近づき、噛みついてきた瞬間に、親貝は幼生を一気に放出し、魚のエラに幼生を付着させるのである。
吸虫の一種のCercaria mirabilisはセルカリアと呼ばれる幼生期を持つが、この時期の本種は小さな甲殻類かボウフラのような見た目をしている。動きもそうした動物に似せているため、肉食魚に捕食されやすいようになっている。
吸虫の仲間のロイコクロリディウムは小鳥の腸の中で成熟する寄生虫である。ロイコクロリディウムの卵は鳥のフンとともに排泄され、それを食べた陸貝（中間宿主）の体内に取り込まれる。陸貝の体内で孵化した幼生は、続いて鳥に捕食される必要がある。そこでロイコクロリディウムは陸貝の触角に移動し、高速で脈動する行動をとる。なお、ロイコクロリディウムは近縁の他の吸虫とは異なり鮮やかな色彩を持ち、触角からその姿が透けて見える。こうした過程で触角は肥大するほか、陸貝の行動も操作され、非寄生時には避ける明るい場所を目指すようになる。その結果ロイコクロリディウムの寄生した陸貝は鳥に見つかりやすくなり、やがて捕食される。つまりロイコクロリディウム（の寄生した陸貝）は、鳥(最終宿主）の餌に擬態していることになる。

## 防御的擬態との比較
攻撃的擬態とも呼ばれるペッカム型擬態と語義的に対となっているのが防御的擬態である。防御的擬態では獲物が擬態者となり、捕食者に対してシグナルを発信する。防御的擬態には有名な擬態様式であるベイツ型擬態とミューラー型擬態が含まれる。両擬態様式では擬態者が警告色と呼ばれる目立つ外的形質を共有する。ベイツ型擬態では無害な擬態者が危険な（ふつう捕食不可能な）モデルをまねるが、ミューラー型擬態では擬態者とモデルがともに有害であり、お互いの姿をまね合うことで捕食者を「教育する」コストを共有する。防御的擬態に含まれる他の擬態様式として、擬態者がモデルよりさらに危険性が高い場合のメルテンス型擬態や、雑草が穀物をまねることで人為選択を利用して繁栄するヴァヴィロフ型擬態が挙げられる。これら防御的擬態ではいずれも、擬態をすることである特定の生物との有害な相互作用を避けることができる。 有害な相互作用というのは、捕食されることや、雑草として人間に引き抜かれることなどを含む。一方ペッカム型擬態では、擬態をすることにより獲物との（獲物にとっては有害で捕食者にとっては有益な）相互作用を得ることができる。

## ヒツジの皮を被ったオオカミ

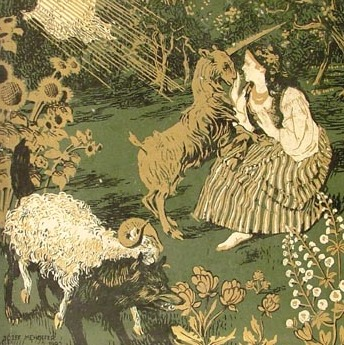
ヒツジの皮をかぶったオオカミを描いた絵画（ユゼフ・メホフェル、1903年）。

ペッカム型擬態はしばしば寓話に登場する「ヒツジの皮をかぶったオオカミ（wolf in sheep's clothing）」に例えられる。このような例えはハエトリグモやクサカゲロウの仲間の幼虫、アリに擬態したアブラムシ類、ハムシに擬態したカメムシ目昆虫、鳥の糞に擬態したクモ、ハナカマキリ類 、シクリッド科の魚類、そしてヒメコンドルに擬態していると考えられるオビオノスリなどに対して用いられた例がある。